# Белоснежка и семь гномов (мультфильм)
«Белосне́жка и семь гно́мов» (англ. Snow White and the Seven Dwarfs) — американский анимационный музыкальный фэнтезийный фильм 1937 года, снятый студией Walt Disney Productions (её первый полнометражный мультфильм) и выпущенный студией RKO Radio Pictures, основанный на сказке братьев Гримм «Белоснежка». Это первый анимационный полнометражный фильм, снятый в США, и первый рисованный мультфильм. Производством руководил Дэвид Хэнд, а сцены фильма были сняты Персом Пирсом, Уильямом Коттреллом, Ларри Мори, Уилфредом Джексоном и Беном Шарпстином.
Премьера фильма состоялась 21 декабря 1937 года в театре Carthay Circle в Лос-Анджелесе, штат Калифорния. Несмотря на первоначальные сомнения со стороны киноиндустрии, он имел критический и коммерческий успех, и с международной прибылью более 8 миллионов долларов во время его первоначального проката (по сравнению с бюджетом в 1,5 миллиона долларов), он ненадолго удерживал рекорд самого кассового звукового фильма в то время. Популярность фильма привела к тому, что он много раз повторно выпускался в кинотеатрах, вплоть до выхода на видео в 1990-х годах. С учётом инфляции, это один из десяти лучших фильмов в североамериканском прокате и самый кассовый мультфильм. Во всем мире его доходы с учётом инфляции лидируют в списке анимации.
В 1938 году мультфильм был номинирован на премию «Оскар» за лучшую музыку к фильму, а в следующем году продюсер Уолт Дисней был удостоен почетного Оскара за фильм. Эта награда была уникальной, состоящей из одной статуэток нормального размера и семи миниатюрных. Они были представлены Диснею Ширли Темпл.
В 1989 году Библиотека Конгресса США признала фильм «культурно, исторически или эстетически значимым» и выбрала его в качестве одного из первых 25 фильмов для сохранения в Национальном реестре фильмов. Американский институт киноискусства включил его в список 100 величайших американских фильмов, а в 2008 году назвал его величайшим американским мультфильмом всех времён. Влияние Диснея на сказку оказало значительный культурный эффект, в результате чего появились популярные аттракционы тематического парка, видеоигра, бродвейский мюзикл и предстоящий фильм.

## Сюжет

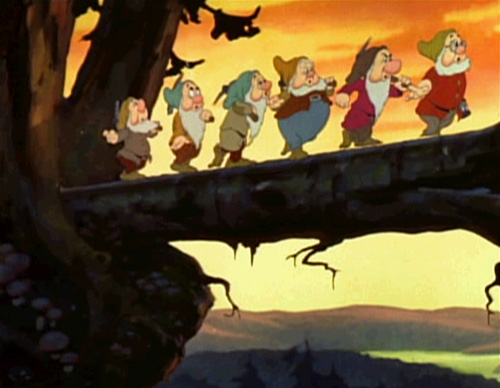
Знаменитая сцена с песней «Хай-Хо» была анимирована Шэймусом Калхейном

Белоснежка — принцесса, которая осиротела в раннем детстве, после чего её отец-король женился вновь. Тщеславная и злобная Королева Гримхильда, завидуя красоте юной падчерицы, вынуждает девочку ходить в лохмотьях и делать чёрную работу, помыкает ею как служанкой. Королева Гримхильда ежедневно спрашивает у своего волшебного зеркала: «Кто красой затмил весь свет?» и с удовольствием слышит в ответ, что никого краше неё самой на свете нет.
Тем временем падчерица росла и расцветала. Ситуация обострилась, когда однажды Королева Гримхильда, задав зеркалу всё тот же вопрос, неожиданно слышит от него крайне неприятную новость: оказывается, теперь самая красивая — Белоснежка. Немного позже, когда девушка, напевая, мыла лестницу замка, её услышал и увидел проезжий принц, который, очарованный милой красавицей, отозвался песней, в которой выразил свою любовь. Придя в ярость, Королева Гримхильда приказывает своему верному охотнику отвести принцессу Белоснежку в лес и убить её, а в доказательство того, что задание выполнено, принести в шкатулке сердце убитой. Но охотник в последний момент, не решаясь на такое чёрное дело, опускает нож и советует Белоснежке спрятаться от гнева мачехи в лесу. И приносит королеве Гримхильда сердце убитого кабана в ящике.
Чтобы избежать гибели, уготованной ей злой мачехой, принцесса забирается всё глубже в чащу. Наконец в испуге она обнаруживает, что заблудилась. Узловатые старые деревья в лесном сумраке словно превращаются в злых, коварных, угрожающих ей созданий, и Белоснежка в ужасе, заливаясь слезами, падает ничком на траву. Лесные животные, жалея беззащитную бедняжку, подходят ближе, успокаивая её. Она просит у них убежища. Те ведут её к домику на затерянной в глубине зарослей полянке. В комнатах — ни души. Где же хозяева? Белоснежка обнаруживает семь стульчиков вокруг низенького стола и предполагает, что тут живут семеро маленьких сироток. В домике грязно, пыльно, беспорядок указывает на отсутствие в нём хозяйки. Белоснежка решает навести тут порядок в надежде, что здешние обитатели согласятся приютить её. С помощью лесных зверей она вытирает пыль, моет посуду, чинит и стирает одежду.
Жители домика, семь гномов по имени Умник, Ворчун, Весельчак, Соня, Скромник, Чихун и Простачок, работают в алмазной шахте; в пять часов они уходят с работы и возвращаются домой с весёлым свистом. Тем временем Белоснежка, устав, засыпает в комнате наверху. По возвращении семь гномов заметили, что их домик занят, и подумали, что в него кто-то вторгся. Обеспокоенные, они робко входят, обнаруживают чистый дом и чистую посуду, полагают, что монстр заснул наверху, но, наконец, обнаруживают молодую женщину, лежащую поперек трёх кроватей. Принцесса Белоснежка просыпается, и гномы представляются. Они с радостью принимают её в качестве гостя. Она подаёт им приготовленный ужин, предварительно заставив вымыть руки. После ужина они играют музыку и поют; она танцует с ними и рассказывает свою историю. Белоснежка идёт спать наверх, творит молитву; семь гномов спят внизу.
В тот же день Королева вновь спрашивает у своего зеркала, кто является самым красивым в королевстве. Волшебное зеркало отвечает ей, что Белоснежка всё ещё жива, и сообщает ей о том месте, где она живёт. Разъярённая Королева готовит зелье, которое превращает её в старую женщину и решает предложить принцессе отравленное яблоко, которое погрузит её в сон вечной смерти, заклинание будет нарушено лишь первым поцелуем её прекрасного принца, человека, которого она любит.
На следующее утро, когда семь гномов отправились на работу в шахту, Белоснежка приготовила пирог из крыжовника. Она не испытывает недоверия к старухе, которая приходит в дом и предлагает ей волшебное яблоко, способное исполнить любое её желание. Белоснежка откусывает кусочек и падает замертво. Предупреждённые лесными животными, гномы возвращаются в свою хижину и заметив вышедшую из дома ведьму, пускаются в погоню, чтобы покарать её. В разгар погони бушует гроза, Королева продолжает убегать от разъярённых гномов, однако её загоняют в угол на скалистом отроге, и в отчаянии она пытается столкнуть огромный валун в преследователей. Но неожиданно в утес бьёт молния, разрушая скалистый отрог. Королева падает в бездну, а сверху на неё ещё и обрушивается потерявший опору и расшатанный ею же валун, который она пыталась сбросить на гномов.
Увы, слишком поздно для Белоснежки, которая, околдованная вечным сном отравленного яблока, кажется мёртвой. Семь гномов оплакивают её, отказываются похоронить её тело и вместо этого сделали ей хрустальный гроб, украшенный золотом, помещённый на лесной поляне. По мере смены времён года они собираются вместе с лесными животными у тела принцессы Белоснежки.
Однако принц повсюду искал ту, в которую был влюблён. Узнав о судьбе молодой женщины в вещем сне, он добрался до поляны, где семь гномов хранили хрустальный гроб, и обнаружил, что похороненная там девушка была не кем иным, как Белоснежкой. Считая её мёртвой, он даёт ей прощальный поцелуй. Но первый поцелуй любви нарушил действие заклинания, не дававшего принцессе пробудиться. Животные и семь гномов радостно танцуют, когда Белоснежка просыпается. Принц сажает её на своего белого коня и везёт в свой замок. Они живут долго и счастливо.

## Роли озвучивали
- Адриана Каселотти — Белоснежка[7], невинная и чистосердечная молодая принцесса, которая вынуждена скрываться от ревности своей мачехи в домике семи гномов[8].
- Люсиль Ла Верн — Злая королева[7], тщеславная и завистливая мачеха Белоснежки, которая стремится стать «самой красивой в мире». Публикации Диснея 1930-х годов, такие как комиксы[9] указывают, что её настоящее имя Гримхильда[10].
  - Ла Верн также озвучила Ведьму[7], альтер-эго Королевы, которое она использует, чтобы обмануть Белоснежку[10].
- Рой Этвелл — Умник[7], напыщенный, но добросердечный лидер семи гномов, который склонен использовать малапропизм, когда он говорит[11].
- Пинто Колвиг — Ворчун[7], самый упрямый и легко раздражаемый из гномов, который изначально не любит Белоснежку, но растёт, чтобы заботиться о ней по мере продвижения фильма[11].
  - Колвиг также озвучил Соню[7], самого расслабленного и сонного из гномов[11].
- Отис Харлан — Весельчак[7], самый весёлый и оптимистичный из гномов[11].
- Скотти Мэттроу — Скромник[7], самый сентиментальный и застенчивый из гномов[11].
- Билли Гилберт — Чихун[7], гном, страдающий сенной лихорадкой[11].
- Эдди Коллинз — Простачок[7], самый неуклюжий и младший из гномов, который общается с помощью звуков и пантомимы вместо того, чтобы говорить[11].
- Гарри Стокуэлл — Принц[7], романтический молодой человек, который влюбляется в Белоснежку, а затем спасает её первым поцелуем настоящей любви[12].
- Морони Олсен — волшебное зеркало[13], мистический объект, содержащий знакомого демона королевы, от которого она узнаёт, что Белоснежка стала «самой красивой в мире»[12].
- Стюарт Бьюкэнэн — охотник[14], неохотный слуга королевы, которому она приказывает убить Белоснежку. В какой-то момент создания фильма он должен был быть назван Гумбертом[15].

## Выход мультфильма в кино в разных странах
- США  — 21 декабря 1937 года (премьера, Лос-Анджелес)[16], 4 февраля 1938 года (широкий прокат)
- Бразилия  — 10 января 1938 года
- Аргентина  — 26 января 1938 года
- Великобритания  — 24 февраля 1938 года (премьера), 12 марта 1938 года (широкий прокат)
- Бельгия  — 26 марта 1938 года
- Канада  — 5 апреля 1938 года
- Франция  — 6 мая 1938 года
- Австралия  — 2 июня 1938 года
- Италия  — 24 августа 1938 года (6-й Венецианский кинофестиваль), 23 декабря 1938 года (широкий прокат)
- Норвегия  — 12 сентября 1938 года
- Швеция  — 27 сентября 1938 года
- Дания  — 29 сентября 1938 года
- Финляндия  — 16 октября 1938 года
- Португалия  — 12 декабря 1938 года
- Польша  — 21 декабря 1938 года
- Гонконг  — 16 января 1941 года
- Испания  — 6 октября 1941 года
- Австрия  — 25 июня 1948 года
- Филиппины  — 24 сентября 1949 года
- Федеративная Республика Германии  — 24 февраля 1950 года
- Япония  — 26 сентября 1950 года
- СССР  — 12 июля 1955 года[17]
- Ливан  — 30 июля 1966 года
- Кувейт  — 11 июня 1984 года
- Германия  — 2 апреля 1992 года

Источники:

## Производство

### Разработка
Уолт Дисней рассматривал возможность создания своего первого полнометражного мультфильма ещё в 1933 году, когда его анимационная студия специализировалась на производстве инновационных короткометражных мультфильмов, таких как Silly Symphonies. Хотя они были популярны среди зрителей, Дисней считал, что короткометражки не приносят достаточной прибыли для дальнейшего роста студии; он также рассматривал полнометражный фильм как способ расширить свои «возможности повествования», что позволяет создавать сложные сюжеты и развитие персонажа.. К концу марта 1933 года к нему обратилась Мэри Пикфорд (со-основатель United Artists, которая в то время распространяла работы Диснея) с предложением о полнометражной анимационно-игровой экранизации сказки Льюиса Кэрролла «Алиса в Стране чудес»; однако проект вскоре был отменён, когда Paramount Pictures начала производство своей экранизации. Затем Дисней рассмотрел возможность использования той же концепции для экранизации рассказа Вашингтона Ирвинга «Рип ван Винкль» с Уиллом Роджерсом в главной роли, но это тоже не сработало из-за Paramount, которая владел правами на рассказ, отказываясь давать разрешение.
После успешного выхода короткометражного мультфильма Silly Symphonies «Три поросёнка» в мае 1933 года, Дисней укрепился в своем решении снять полнометражный мультфильм и начал представлять идею своим сотрудникам через «медленное проникновение» — рассказывая об этом каждому индивидуально во время случайных разговоров. Он также вступил в переговоры с Мерианом Купером для производства полнометражной анимационной версии оперетты Виктора Герберта Babes in Toyland в Technicolor: проект был предложен RKO Radio Pictures, которая владела правами на пьесу, но руководители RKO отклонили его. В июле 1933 года Дисней впервые раскрыл свои планы по съёмке полнометражного фильма для The Film Daily (хотя ему ещё не удалось найти ответ от руководителей United Artists) и примерно в то же время ему предложили экранизацию романа Феликса Зальтена «Бэмби. Биография из леса» совместно с Сидни Франклином, который приобрел права ранее в том же году. Однако Дисней отверг эту идею, чувствуя, что его студия не готова к техническим проблемам, которые представил бы «Бэмби». Также Диснею были предложены Диснею поэмы Гомера «Илиада» и «Одиссея», а также книга Джонатана Свифта «Путешествия Гулливера».
Я не знаю, почему я выбрал «Белоснежку». Это то, что я вспомнил в детстве. Однажды, когда я был газетчиком, я видел Маргерит Кларк в роли её в Канзас-Сити. У них был большой показ для всех журналистов. И я пошёл и посмотрел «Белоснежку». Наверное, это была одна из моих первых больших картин, которые я когда-либо видел. Это было ещё в 1916 году или что-то в этом роде. Где-то давно. Но в любом случае, я думал, что это идеальная история. У меня были сочувствующие гномы и всё такое. У меня были принц и девушка. Романтика. У меня была тяжесть. Я просто подумал, что это идеальная история.
Весной 1934 года Дисней остановился на сказке братьев Гримм «Белоснежка». Он был знаком с этой историей с подросткового возраста, увидев немой фильм 1916 года, которую он позже назвал в качестве одной из основных причин выбора «Белоснежка» для своего первого полнометражного мультфильма. Дисней первоначально планировал снять «Белоснежку» в виде короткометражного фильма Silly Symphony, но передумал, полагая, что история имеет достаточный потенциал для полнометражной экранизации. В июне 1934 года он официально объявил о производстве «Белоснежка и семь гномов» для «The New York Times», по оценкам, фильм может быть снят с бюджетом в 250 000 долларов, что примерно в десять раз превышает бюджет Silly Symphony. Проект (тогда известный как «Feature Symphony») первоначально был разработан небольшим подразделением сценаристов, которых Дисней лично контролировал; он представил свои планы сотрудникам студии 30 октября 1934 года, когда был завершен основной набросок сюжета. Как позже вспоминают некоторые аниматоры, Дисней собрал их на звуковой сцене вечером и разыгрывал всю историю «Белоснежки» в течение трех часов, завершая объявлением их первого полнометражного фильма.
Хотя сотрудники студии были в восторге от проекта, они не были уверены, будет ли зрители готовы к полнометражному мультфильму. И жена Диснея Лилиан, и брат Рой (который также был его деловым партнёром) безуспешно пытались отговорить его, а инсайдеры киноиндустрии насмешливо называли фильм «Disney’s Folly», пока он был в производстве. Согласно Уорду Кимбаллу, магнаты Голливуда, такие как У. К. Филдс, им рассказали, что «это было нормально, шесть-семь минут, как короткометражки, но полтора часа, ни за что! Большая причина заключалась в том, что у вас закончились забавные дела, вам нужно было посмеяться. И яркие цвета навредили бы вашим глазам, все встали бы и вышли… Уолт [Дисней], конечно, подключился вперёд, он в это не верил. Он чувствовал, что если бы у вас была солидный сюжет, не только смех над ней, но и трагедия, он бы прошёл».

### Ранний сценарий
Самый ранний известный набросок сюжета, озаглавленный «Manuscript», был составлен штатным сценаристом Ричардом Кридоном 9 августа 1934 года, с 21 страницей предложений для персонажей, сцен и песен (включая «Some Day My Prince Will Come»). В то время Дисней принял «широкообразудный подход», оставаясь открытым для любой идеи, которая может быть предложена; в частности, одно из предложений включало в себя путешествие Белоснежки по ряду заколдованных мест, таких как Сонная лощина, Морас монстров и Долина драконов, прежде чем прибыть в коттедж гномов. Первоначально предполагалось, что Белоснежка будет более озорной, а Королева была описана как «величественная, красивая на пути маски Бенды… крутой безмятежный персонаж, который демонстрирует свою ярость только в моменты большой страсти». Одна из возможных сюжетных линий, разработанных для «Manuscript», касалась того, что Королева заключила принца в своё подземелье, увидев его привязанность к Белоснежке, а принц позже выбирался из её замка с помощью «трюков, о которых хотел бы подумать Даг Фэрбенкс». Другими предложениями по сюжету были их бывшие враги, уменьшенные до нескольких дюймов в размерах; музыкальный номер в стиле Гилберта и Салливана для сцены, где Королева приказывает Охотнику убить Белоснежку; и сцена с Королевой, пытающейся разбить зеркало, узнав, что Белоснежка выжила, при этом зеркало отделяется от стены и разбивает Королеву после того, как преследовало её по камере. Дисней также с самого начала решил, что каждый из семи гномов, которых он считал «самой сильной приманкой» истории из-за их комедийного потенциала, должен иметь отличительную личность, идентифицированную под соответствующим именем; более чем 50 возможностей были составлены для «Manuscript» (с такими именами, как Соня, Hoppy, Скромник, Весельчак, Чихун, Biggo-Ego и Awful в качестве лучших претендентов).
В октябре 1934 года Дисней начал проводить еженедельные сюжетные встречи с небольшим блоком писателей, в который вошли Кридон, Ларри Мори, Тед Сирс, Альберт Хёртер и Пинто Колвиг. Во время первой встречи 3 октября было предложено несколько сцен: «Поедание супа» (где Белоснежка ужинает с гномами) и «Строительство кровати» (где гномы строят кровать для Белоснежки); Белоснежка учит гномов молиться; и сцена кульминации, когда гномы преследуют замаскированную Королеву, за которой следует её смерть от падения со скалы. Для следующей встречи, состоявшейся 9 октября был описан типовый лист, содержащий переопределенный выбор имен для гномов — Чихун, Прыгун, Baldy, Ворчун, Весельчак, Умник и Соня — и их соответствующие характеристики; также было предложено несколько альтернатив (включая Hickey, Gabby, Nifty, Sniffy, Lazy, Puffy, Stuffy, Shorty, Wheezy, Burpy, Dizzy и Простачок). С самого начала Дисней решил отказаться от части из оригинальной сказки Гримм, где Королева пытается убить Белоснежку удушающим шнурком, но рассматривал возможность сохранения двух других попыток (с отравленным гребнем и отравленным яблоком), оба из которых обсуждались на встрече. Сюжетная линия о заключении принца Королевой, впервые представленная в «Manuscript», была также разработана: после того, как она не смогла убить Белоснежку гребнем, Королева заключила принца в подземелье и использовала магию, чтобы заставить скелеты её предыдущих жертв танцевать для него (определив один скелет как «принц Освальд»). Когда замаскированная королева уехала в коттедж гномов с отравленным яблоком, друзья-птицы Белоснежки должны были помочь принцу сбежать из подземелья, он должен был сразиться с охранниками Королевы и найти своего коня; затем принц поехал за Королевой, выбрав неправильный путь. Другими обсуждениями были открытие гномами Белоснежки в их коттедже; две маскировки Королевы — «толстая, громоздкая» торговка и «стройная ведьма с ястребиным лицом» — за каждую из её попыток убить Белоснежку; и сцена, как Белоснежка целует гномов на прощание, прежде чем они уйдут на работу. На встрече Дисней также настаивал на том, чтобы сценаристы ссылались на карликов как на «семь маленьких человечков», которые сохранялись до конца производства.
Другими примеры более комического характера сюжета на данный момент были предложения о «жирной, сумасшедшой, мультяшного типа, самодовольной» королеве. Принц также был больше клоуном и должен был спеть серенаду Белоснежку в более комичной манере. Уолт Дисней призвал всех сотрудников студии внести свой вклад в сюжет, предлагая пять долларов за каждую «шутку»; такими шутками были носы карликов, выскакивающие из стен кроватей, когда они впервые встретили Белоснежку.
Дисней был обеспокоен тем, что такой комический подход уменьшит правдоподобность персонажей, и, чувствуя, что для развития Королевы требуется больше времени, посоветовал в наброске, распространенной 6 ноября, чтобы внимание было уделено исключительно «сценам, в которых появляются только Белоснежка, гномы и их друзья-птицы и животные». Однако имена и личности гномов всё ещё были «открыты для изменений». Встреча 16 ноября привела к ещё одному наброску под названием «Гномы открывают Белоснежку», в котором был представлен характер персонажа Простачка, который в конечном итоге окажется самой успешной из характеристик карлика. В оригинальной раскадровке Простачок был очень разговорчивым, но не удалось найти подходящих актёров озвучивания. Мел Бланк был на пробах, но безуспешно. Вместо этого было предложено заставить его замолчать. В течение оставшейся части 1934 года Дисней развивал сюжет самостоятельно, находя дилемму в характеристике Королевы, которая, по его мнению, больше не может быть «толстой» и «сумасшедшей», а «величественно красивым типом», возможность, уже поднятая на предыдущих встречах по сюжету.

### Переработка
Дисней больше не фокусировался на проекте до осени 1935 года. Считалось, что короткометражка Silly Symphony «Богиня Весны» возможно, поставила под сомнение способности его студии оживить реалистичную девушку. По-видимому, трёхмесячная поездка в Европу тем летом восстановила его уверенность. В этот момент Дисней и его сценаристы сосредоточились на сценах, в которых Белоснежка и гномы знакомятся зрителям и друг другу. Он изложил вероятные задания для всех, кто работает над фильмом, в меморандуме от 25 ноября 1935 года и определил личность отдельных гномов.
Сначала считалось, что гномы будут в центре внимания сюжета, и многие сцены были написаны для семи персонажей. Однако в определённый момент было решено, что основная направленность сюжета была обеспечена отношениями между Королевой и Белоснежкой. По этой причине из фильма было вырезано несколько последовательностей с участием гномов. Первая, которая был полностью анимирована до того, как был вырезана, показала, как Умник и Ворчун спорят о том, должна ли Белоснежка остаться с ними. Другая, также полностью анимированная, показала бы, как гномы едят суп шумно и беспорядочно; Белоснежка безуспешно пытается научить их есть «как джентльмены». Частично анимированная сцена включала в себя гномов, проводящих «собрание в лодже», на котором они пытаются придумать подарок для Белоснежки; за этим должна была следовать сложная «сцена строительства кровати», в которой гномы и лесные животные строят и вырезают кровать для принцессы. Это также было сокращено, так как считалось, что это замедлит движение сюжета. Сцена поедания супа и строительства кроватей были анимированы Уордом Кимбаллом, который был достаточно обескуражен их удалением, чтобы рассмотреть возможность ухода из студии; Дисней, однако, убедил его остаться, продвигая Кимболла в роли курирующим аниматора сверчка Джимини в его следующем полнометражном мультфильме «Пиноккио» (1940).

### Кастинг
Для роли Белоснежки Дисней искал голос, который был бы «вдали от каждого дня… вроде как в другом мире». Адриана Каселотти была первой актрисой, прошедшей тестирование на роль в сентября 1934 года. Её пригласили на прослушивание после того, как директор по кастингу Диснея позвонил своему отцу, который был тренером по вокалу, чтобы получить несколько отзывов о голосовых талантах; подслушав их разговор, Каселотти взяла трубку, чтобы предложить свою кандидатуру, петь и шутить детским голосом. На эту роль прошли прослушивание более 150 других актрис и певиц, в том числе Дину Дурбин, чей голос звучал слишком взросло для Диснея. Вирджиния Дэвис, которая сыграла главную роль в сериале Alice Comedies, была почти выбрана в роли Белоснежки и предоставила некоторые предварительные ссылки на персонажа в прямом эфире, но отказалась, так как её мать сочла контракт неприемлемым. Позже сама Дэвис уточнила, что она также отказалась от этой роли, потому что её пение было недостаточно хорошим. Тем не менее, некоторые разные вокальные композиции, которые были предоставлены Дэвис, были использованы в окончательном фильме. В конце концов, Каселотти была выбрана на роль Белоснежки в сентябре 1935 года, ровно через год после её первого прослушивания и записала свои первые композиции 20 января 1936 года; её вызвали на сорок четыре дня сеансов записи в течение двух лет, платя 20 долларов за каждый день (в общей сложности Каселотти было выплачено 970 долларов). Тельма Хаббард предоставила крики Белоснежки в сцене побега через лес и позже озвучила персонажа в фильме в испанском дубляже и адаптации Lux Radio Theatre.
Заметки о встрече с 9 октября 1934 года указывают на то, что на роль Умника первоначально рассматривались Эдди Холден и Билли Блэтчер пока в начале 1936 года не был выбран Этвелл. Радиоактёр Джон Гибсон первоначально прослушивался на роль Сони и записал некоторые диалоги на предварительной записи в феврале 1936 года. Прочитав о кастинге в статье Variety, Гилберт, который был известен своим фирменным чиханием, позвонил Диснею, чтобы попробовать себя в роли. Дисней согласился прослушать его и, став свидетелем «чихания» Гилберта, нанял его на месте.
Студия прослушивала десятки актрис на роль Королевы до того, как Люсиль Ла Верн была выбрана из-за её «регального, с большой глубиной» голоса; несколько сотрудников Диснея, однако, утверждали, что её голос был слишком глубоким и немного «старым» для персонажа. Ла Верн также прошла прослушивание для «ведьмы»; аниматоры изначально чувствовали, что её голос был «слишим гладким и недостаточно грубым» для этой роли, но Ла Верн удалось достичь желаемого результата, удалив накладные зубы.. Кенни Бейкер, который предоставлял вокал для нескольких короткометражек Silly Symphonies, был временно рассмотрен на роль принца, пока в 1936 году не был выбран Стоквелл. Его озвучка была исполнена в стиле оперетты, которая часто использовалась в музыкальных фильмах 1930-х годов. Реджинальд Барлоу и Сай Кендалл первоначально прослушивались на роль охотника, пока не был выбран Бьюкенен, который был нанят в 1936 году в качестве режиссёра кастинга студии и тренера по диалогу.

### Анимация

#### Художественное направление
В мультфильме представлены материалы трёх европейских художников, которые пришли работать в студию Уолта Диснея в 1930-х годах. К 1936 году Альберту Хёртеру было поручено руководить художественным руководством фильма; все дизайны, используемые в фильме, от дизайна костюмов персонажей до макетов и фонов, должны были получить его одобрение, прежде чем быть завершенными.. Пройдя обучение академизму, Хёртер сыграл важную роль в выявлении общего немецкого взгляда фильма, включив в анимацию европейские иллюстрации и техники живописи. Фердинанд Хорват, который работал в студии с 1934 года, также был нанят в качестве вдохновляющего эскизного художника фильма, предоставив ряд тёмных концепций для фильма. Многие из его других проектов в конечном итоге были отвергнуты, так как их было легче перевести в анимацию, чем у Хёртера, и Ховарт не получил похвалы за фильм. К весне 1936 года, когда начался процесс анимации, к Хёртеру и Ховарту присоединился Густав Тенггрен. Тенггрен выступал в качестве цветного стилиста и для определения постановки и атмосферы многих сцен в фильме, так как его стиль был заимствован у таких персонажей, как Артур Рэкем и Йон Бауэр и, таким образом, обладал европейским качеством иллюстрации, к которому стремился Уолт Дисней. Он также разработал плакаты для фильма и проиллюстрировал книгу для прессы. Среди других художников, работавших над фильмом, был Джо Грант, самым значительным вкладом которого был дизайн облика ведьмы Королевы.

#### Анимация персонажей
Дон Грэхем действительно знал, чему он учит, и он «показывал» вам, как что-то делать — он не просто говорил. Он научил нас вещам, которые были очень важны для анимации. Как упростить наши рисунки — как вырезать все ненужные царапки у любителей, которые есть привычка использовать. Он показал нам, как сделать так, чтобы рисунок выглядел солидно. Он рассказал нам о точках напряжения, таких как согнутое колено, и о том, как нога брюк спускается с этого колена и насколько важны морщины от него для описания формы. Я чертовски многому научился у него!
Арт Бэббит, аниматор, который присоединился к студии Диснея в 1932 году, пригласил семерых своих коллег (которые работали в той же комнате, что и он) пойти с ним на художественное занятие, которое он сам организовал в своем доме на Голливуд-Хиллз. Хотя учителя не было, Бэббитт нанял модель, чтобы позировать для него и его коллег-аниматоров, когда они рисовали. Эти «занятия» проводились еженедельно; каждую неделю приходило всё больше аниматоров. Через три недели Уолт Дисней позвал Бэббиту в свой офис и предложил предоставить расходные материалы, рабочее пространство и модели, необходимые для переноса сеансов в студию. Бэббитт проводил занятия в течение месяца, пока аниматор Харди Граматки не предложил им нанять Дона Грэхема, учителя искусства из Института Шуинара. Грэхем провёл свой первый урок в студии 15 ноября 1932 года, и несколько недель спустя к нему присоединился Филип Л. Дайк. Эти занятия были в основном посвящены анатомии и движению человека, хотя позже обучение включало анализ действий, анатомию животных и актёрское мастерство.
Хотя занятия изначально описывались как «жестокая битва», в которой ни преподаватель, ни студенты хорошо не разбирались в мастерстве другого, энтузиазм и энергия обеих сторон сделали занятия стимулирующими и полезными для всех участников. Грэхем часто показывал диснеевские короткометражки и вместе с аниматорами критиковал как сильные, так и слабые стороны. Например, Грэхем раскритиковал анимацию Бэббитта мыши Абнера в мультфильме «Деревенский кузен» как «принятие несколько очевидных действий пьяного, не координируя остальную часть тела», в то же время хваля его за сохранение юмора, не становясь «грязным, подлым или вульгарным. Загородная мышь всегда хорошо проводит время».
Первая обязанность мультфильма заключается не в том, чтобы изображать или дублировать реальные действия или вещи, как они на самом деле происходят, а в том, чтобы дать карикатуру на жизнь и действие, чтобы изобразить на экране вещи, которые проникли через воображение зрителей, чтобы воплотить в жизнь фантазии о сновидениях и фантазии, о которых мы все думали в течение нашей жизни или представляли нам в различных формах в течение нашей жизни […] Я определённо чувствую, что мы не можем делать фантастические вещи, основанные на реальном, если мы сначала не узнаем реальное. Этот момент должен быть очень чётко доведён до всех новых мужчин, и даже для пожилых мужчин.
Очень немногие аниматоры в студии Диснея имели художественное образование (большинство из них были газетными карикатуристами); среди них был Грим Нэтвик, который учился в Европе. Успех аниматора в разработке и анимации Бетти Буп для Fleischer Studios показал понимание женской анатомии человека, и, когда Уолт Дисней нанял Нэтвика, ему дали женских персонажей почти исключительно для анимации. Попытки анимировать Персефону, главную героиню «Богини Весны», оказались в значительной степени неудачными; анимация Нэтвика героини в «Карнавале печенья» показала более многообещающей, и аниматору в конечном итоге была поставлена задача анимировать саму Белоснежку. Хотя живые кадры Белоснежки, принца и Королевы были сняты в качестве эталона для аниматоров, аниматоры художников не одобрили ротоскопирование, считая, что это препятствует производству эффективной карикатуры. Тем не менее, все вышеупомянутые персонажи были полностью ротоскопированы и использованы их соответствующими художниками, некоторые больше, некоторые меньше. Однако, несмотря на возражения Грэхема и Нэтвика, некоторые сцены Белоснежки и Принца были непосредственно прослежены из видеозаписей.
Оказалось трудно добавить цвет к лицам Белоснежки и Королевы. В конце концов, они нашли красный краситель, который работал и который был добавлен небольшим кусочком хлопка, обёрнутым вокруг карандаша на каждой отдельной клетке. Хелен Оггер, сотрудник отдела чернил, также был аниматором и решил использовать ту же систему, которая используется в анимации. Метод был настолько трудоёмким, что он больше никогда не использовался в том же масштабе. Он также использовался в меньшей степени в «Пиноккио» и «Фантазии», но после того, как Оггер покинул студию в 1941 году, не было никого с такими же навыками, кто мог бы заменить её.

### Музыка и запись
Песни в мультфильме были написаны Фрэнком Черчиллем и Ларри Мори. Пол Смит и Ли Харлайн написали случайную музыку. Песнями из фильма являются «Heigh-Ho», «Someday My Prince Will Come» и «Whistle While You Work». Поскольку в то время у Диснея не было собственной музыкальной издательской компании, права на издание музыки и песен управлялись через Bourne Co. Music Publishers, которые продолжают держать эти права. В последующие годы студия смогла приобрести права на музыку из многих других мультфильмов Disney, но не «Белоснежки», «Пиноккио», «Дамбо» или большинство мультфильмов Silly Symphonies. «Белоснежка» стал первым американским фильмом, в котором был саундтрек-альбом, выпущенный вместе с фильмом.

### Влияние кино
В это время Дисней также поощрял своих сотрудников смотреть различные фильмы. Они варьировались от мейнстрима, например, фильм MGM «Ромео и Джульетта» до тех, на которые Дисней прямо ссылался в сюжетной встрече, касающейся сцены, в которой Белоснежка лежит в своем стеклянном гробу, на более непонятное, включая европейское немое кино. «Белоснежка и семь гномов», а также два диснеевских фильма, которые вышли за ними, также находились под влиянием таких немецких экспрессионистских фильмов, как «Носферату, симфония ужаса» и «Кабинет доктора Калигари», оба из которых были рекомендованы Диснеем его сотрудникам. Это влияние особенно заметно в сценах бегства Белоснежки через лес и превращения Королевы в Ведьму. Последняя сцена также была вдохновлена фильмом «Доктор Джекилл и мистер Хайд», на который Дисней ссылался на встречах с сюжетами.

### Финансовые трудности
Диснею пришлось заложить свой дом, чтобы помочь финансировать производство фильма, которое в конечном итоге обошлось в 1 488 422,74 долларов, что является огромной суммой для полнометражного фильма в 1937 году. В середине производства, Диснею нужен был кредит в размере 250 000 долларов, чтобы закончить фильм. Дисней сделал черновой монтаж для Джозефа Розенберга из Bank of America, который бесстрастно сидел во время показа. Затем Розенберг повернулся к обеспокоенному Диснею и сказал: «Уолт, эта штука заработает много денег» и одобрил кредит.

## Награды
- 1938 год — номинация фильма на премию «Оскар» за лучшую музыку к фильму[105][106].
- 1939 год — Уолт Дисней выигрывает премию «Оскар» за «новаторство и выдающиеся достижения в области анимации»[106]. За создание «Белоснежки» Дисней также получает восемь Оскаров: один большой и семь маленьких. Вручила ему эти награды юная звезда Ширли Темпл, которой на тот момент было десять лет.
- 1983 год — премия «Молодой актёр»[107].

### НаградыAFI
- 100 лучших американских фильмов за 100 лет по версии AFI — № 49[108]
- 100 лучших американских фильмов за 100 лет по версии AFI (10-я годовщина) — № 34[109]
- 10 лучших американских фильмов в 10 классических жанрах по версии AFI — Мультипликационный фильм № 1[110]
- 100 лучших героев и злодеев по версии AFI — Злая королева — Злодей № 10[111]
- 100 лучших песен из американских фильмов за 100 лет по версии AFI:
  - Ко мне мой принц придёт (англ. Some Day My Prince Will Come) — № 19[112]
  - Трудись и напевай (англ. Whistle While You Work) — Номинация[113].
- 100 известных цитат из американских фильмов за 100 лет по версии AFI — «Зеркало, открой секрет, кто красой затмил весь свет?» (англ. «Magic Mirror on the wall, who is the fairest one of all?») — Номинация[114]
- Лучшие американские фильмы-мюзиклы за 100 лет по версии AFI — Номинация[115].

## Релизы

### Повторные релизы в кинотеатрах
Первый повторный релиз «Белоснежки и семи гномов» состоялся 22 февраля 1944 года, поскольку Рой Дисней и Уолт Дисней хотели повысить денежные доходы студии в трудный для неё период Второй мировой войны. Именно это событие повлияло на зарождение новой традиции для студии Дисней: переиздание диснеевских мультфильмов.
Затем мультфильм был повторно показан в кинотеатрах ещё 7 раз:
- 13 февраля 1952 года;
- 7 февраля 1958 года;
- 11 июня 1967 года (к 30-летнему юбилею и в память об Уолте Диснее);
- 20 декабря 1975 года;
- 15 июля 1983 года;
- 15 и 17 июля 1987 года (к 50-летнему юбилею мультфильма);
- 2 июля 1993 года.

## Релизы на видео

### Соединённые Штаты Америки
21 октября 1994 года мультфильм был выпущен в качестве первого видео-релиза в коллекции «Walt Disney Masterpiece Collection» и первым в серии «Walt Disney Animated Classics»
«Белоснежка и семь гномов» был выпущен на DVD и VHS 9 октября 2001 года, первым релизом в серии «Платиновая коллекция Дисней» (англ. Disney's Platinum Editions) в качестве двухдискового DVD-издания, включающего в себя отреставрированную версию мультфильма, фильм о создании этого шедевра зарубежной мультипликации, озвученный Анджелой Лэнсбери, аудиокомментарий Джона Кэнемейкера, включающего редкие записи голоса Уолта Диснея и многое другое. В первый же день, было распродано более 1 миллиона копий DVD-издания. Платиновый выпуск был выпущен из продажи 31 декабря 2002 года.
Дополнительные материалы
- - Прекрасней всех на свете: Создание «Белоснежки и семи гномов»
  - «Хей-хо» (караоке)
  - Музыкальный видеоклип «Some Day My Prince Will Come» в исполнении Барбары Стрейзанд
  - Интерактивная игра «Сумасшедшая поездка Простачка по рудникам»
  - Аудиокомментарии
  - Короткометражный мультфильм «Богиня весны»
  - Виртуальная экскурсия
  - Волшебное зеркало на стене
- «Колодец желаний Белоснежки»
  - Биография Уолта Диснея
  - Жизнь и карьера Уолта Диснея
  - История «Белоснежки»
  - Развитие производства
  - Оригинальная версия «Белоснежки» братьев Гримм
  - Раскадровки фильма
- «Замок королевы»
  - Виртуальные галереи
  - Отрывки из шоу «История Глупых симфоний» и «Уловки нашего ремесла»
  - Прямая трансляция: Исполнение Мардж Чэмпион и актёра Эдди Коллинза
  - Галереи персонажей
- «Подземелье Королевы»
  - Удалённые сцены:
    - «Принц знакомится с Белоснежкой (альтернативная версия)»
    - «Принц схвачен»
    - «Ко мне мой принц придёт (альтернативная версия)»
- Шахта гномов
  - Частично анимированные сцены не попавшие в финальную версию мультфильма.
  - Истории Disney: Десятилетие за десятилетием
- Домик гномов
  - Выход фильма
  - Реклама и трейлеры
  - Винтаж
  - Аудио-передачи.

6 октября 2009 года мультфильм «Белоснежка и семь гномов» был перевыпущен в формате Blu-ray, тем самым запустив новую видео-коллекцию под названием «Бриллиантовая коллекция Disney» (англ. Diamond Edition Disney), в которой каждый год выпускались классические мультфильмы студии Disney в формате Blu-ray и DVD. Позднее, 24 ноября 2009 года, мультфильм вышел в новом издании DVD, также относящемуся к «Бриллиантовой коллекции», включая дополнительные материалы — музыкальное видео в исполнении Тиффани Торнтон, трейлер мультфильма «Принцесса и лягушка», удалённые сцены, а также некоторые материалы с оригинального DVD-издания мультфильма 2001 года и другое. Blu-ray и DVD издания мультфильма вышли из продажи 30 апреля 2011 года.

## Появление персонажей Белоснежки в других анимационных лентах и видеоиграх
- Белоснежка является одной из так называемых «Принцесс Сердец» в популярной серии игр «Kingdom Hearts»[136]. В первой игре, она появляется в качестве заложницы (вместе с другими Принцессами Сердец) злой колдуньи Малефисенты[137].
- В американском телесериале «Однажды в сказке», Белоснежка появляется в качестве главного персонажа. Её роль исполняет актриса Джиннифер Гудвин[138][139]. Роль Принца в сериале играет актёр Джошуа Даллас[140]. Интересен тот факт, что в сериале у Принца более расширенная роль по сравнению с мультфильмом. В реальной жизни Джошуа и Джиннифер — супруги.
- Злая королева также появляется в сериале в качестве главного антагониста[141]. Здесь её играет актриса Лана Паррия[142][143]. Кроме того, именно роль Злой королевы в сериале «Однажды в сказке» принесла актрисе славу[144].

## Ремейк
В марте 2016 года студия анонсировала новый фильм под названием «Красная роза», спин-офф, который будет рассказан с точки зрения сестры Белоснежки, Красной Розы. В конце октября в этом году был объявлен ремейк полнометражного мультфильма «Белоснежка и семь гномов» с живыми актёрами, в которой Эрин Крессида Уилсон ведёт переговоры о написании сценария, а Пасек и Пол пишут новые песни для фильма.